# هندرسن (مینه‌سوتا)
هندرسن، مینه‌سوتا (به انگلیسی: Henderson, Minnesota) یک شهر در ایالات متحده آمریکا است که در شهرستان سیبلی، مینه‌سوتا واقع شده‌است.

## خصوصیات
هندرسن ۲٫۸۲ کیلومترمربع مساحت و ۸۸۶ نفر جمعیت دارد و ۲۳۰ متر بالاتر از سطح دریا واقع شده‌است.